# MSDS

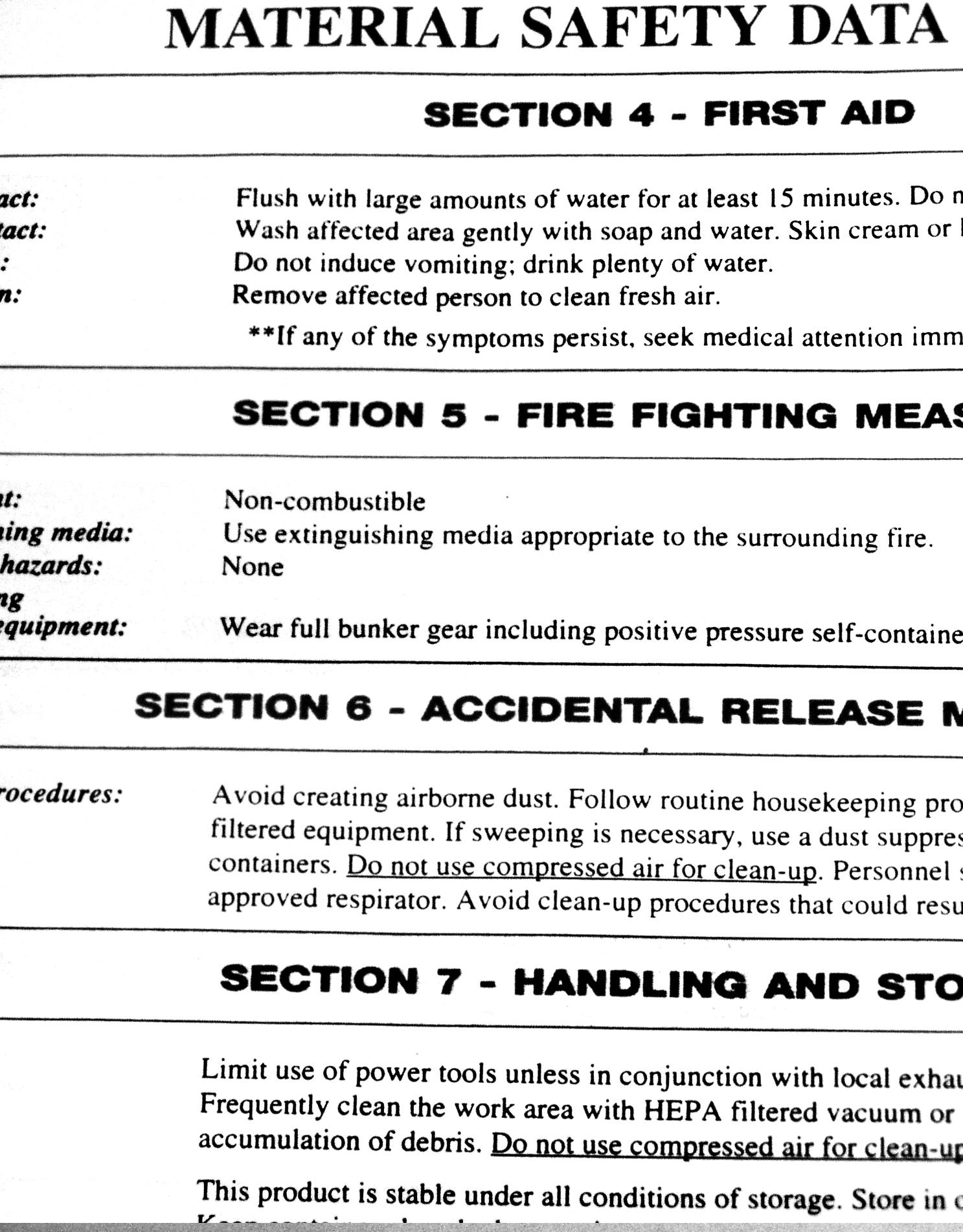
Exemplo de Ficha de Dados de Segurança de Material (FDSM), com instruções para manuseio de uma substância perigosa

O MSDS (do inglês Material Safety Data Sheet - Ficha de Dados de Segurança, em Portugal; Ficha de Informação de Segurança de Produtos Químicos, no Brasil) é um formulário que contém dados relativos às propriedades de uma determinada substância. Um importante componente da segurança do trabalho que se destina a fornecer a trabalhadores e pessoal de emergência os procedimentos para a manipulação de substâncias de maneira segura, e inclui informações como dados físicos (ponto de fusão, ponto de ebulição, etc), toxicidade, efeitos sobre a saúde, primeiros socorros, reatividade, armazenamento, eliminação, equipamento de proteção, manipulação e descarte. A forma exata de um MSDS pode variar dentro de um país específico, conforme as exigências particulares. 
No Brasil, é conhecido como Ficha de Informações de Segurança de Produto Químico (FISPQ). Entrou em vigor em janeiro de 2002 através da norma NBR 14.725:4 da Associação Brasileira de Normas Técnicas. Contém as seguintes informações:
- Identificação do produto e fornecedor
- Composição
- Identificação de perigos
- Medidas de primeiros socorros
- Medidas de combate a incêndio
- Medidas de controle para derramamento ou vazamento
- Manuseio e armazenamento
- Controle de exposição e proteção individual
- Propriedades físico-químicas
- Estabilidade e reatividade
- Informações toxicológicas
- Informações ecológicas
- Considerações sobre tratamento e disposição
- Informações sobre transporte
- Informações sobre regulamentações

## Requisitos internacionais para a ficha de dados de segurança
As fichas de dados de segurança tornaram-se parte integrante do sistema do Regulamento (CE) n.º 1907/2006 ( REACH ). Os requisitos originais do REACH para as fichas de dados de segurança foram adaptados para ter em conta as regras aplicáveis às fichas de dados de segurança do Sistema Mundial Harmonizado (GHS) e a introdução de outros elementos do GHS na legislação da UE, que foram introduzidos pelo Regulamento (CE) n.º 1272/2008 (CRE) através da atualização do Anexo II do REACH.
A ficha de dados de segurança é fornecida na língua oficial do Estado-Membro em cujo mercado a substância ou mistura é colocada, salvo disposição em contrário do(s) Estado(s)-Membro(s) em causa (n.º 5 do artigo 31.º do REACH). A Agência Europeia dos Produtos Químicos (ECHA) publicou um documento de orientação sobre as fichas de dados de segurança. 
Na Alemanha, as fichas de dados de segurança devem ser elaboradas em conformidade com o Regulamento REACH n.º 1907/2006. Os requisitos para os aspectos nacionais estão definidos na Regra Técnica para Substâncias Perigosas (TRGS) 220 "Aspectos nacionais na preparação de Fichas de Dados de Segurança". A medida nacional mencionada na secção 15 da FDS é, por exemplo, a classe de perigo para a água (WGK), que se baseia nas regras que regem os sistemas de manuseamento de substâncias perigosas para a água (AwSV).
As fichas de dados de segurança neerlandesas são conhecidas como veiligheidsinformatieblad ou Chemiekaarten. Esta é uma coleção de fichas de dados de segurança para os produtos químicos mais utilizados. O livro Chemiekaarten está disponível comercialmente, mas também está disponível através de instituições de ensino, como o sítio Web da Universidade de Groningen.
As fichas de dados de segurança devem estar prontamente disponíveis através de múltiplos canais, incluindo cópias digitais e físicas. O tempo é crítico quando se trata de derrames ou exposições a produtos químicos. Muitas empresas oferecem serviços de recolha ou redação e revisão de fichas de dados de segurança para garantir que estão actualizadas e disponíveis para os assinantes ou utilizadores. Algumas jurisdições impõem um dever explícito de cuidado para garantir que cada FDS seja regularmente actualizada, normalmente de três em três ou de cinco em cinco anos. Contudo, sempre que surjam novas informações, a FDS deve ser revista sem demora. Se não for possível elaborar uma FDS completa, deve ser desenvolvido um rótulo de trabalho abreviado.